# Могильненська сільська рада
| Могильненська сільська рада — колишній орган місцевого самоврядування у Гайворонському районі Кіровоградської області з адміністративним центром у с. Могильне. Сільській раді підпорядковані населені пункти: - с. Могильне - с. Вільховецьке - с. Кленове |

## Склад ради
Рада складається з 14 депутатів та голови.

### Керівний склад ради
| ПІБ                          | Основні відомості                                                                             | Дата обрання | Дата звільнення |
| ---------------------------- | --------------------------------------------------------------------------------------------- | ------------ | --------------- |
| Пєтухов Анатолій Миколайович | Сільський голова, 1951 року народження, освіта, член Всеукраїнського об'єднання 'Батьківщина' | 26.03.2006   | 31.10.2010      |
| Крайносвіт Сергій Петрович   | Сільський голова, 1962 року народження, освіта вища, безпартійний                             | 31.10.2010   |                 |

Примітка: таблиця складена за даними джерела

## Населення
Згідно з переписом УРСР 1989 року чисельність наявного населення сільської ради становила 2878 осіб, з яких 1228 чоловіків та 1650 жінок.
За переписом населення України 2001 року в сільській раді мешкали 2474 особи.

### Мова
Розподіл населення за рідною мовою за даними перепису 2001 року:
| Мова       | Відсоток |
| ---------- | -------- |
| українська | 98,63 %  |
| російська  | 1,13 %   |
| вірменська | 0,16 %   |
| молдовська | 0,04 %   |